# زرنکه (ساتراپی هخامنشی)
زَرَنکه یا زَرَکه (به پارسی باستان: 𐏀𐎼𐎣 ت.ت. 'Zaraⁿka یا Zraka')؛ (به یونانی باستان: Δραγγιανή ت.ت. 'Drangianḗ') که در دوره‌های بعدی با نام زرنک شناخته می‌شد، یکی از ساتراپی‌های (استان‌های) امپراتوری هخامنشی به‌شمار می‌رفت. این ناحیه تاریخی امروزه شامل بخش‌هایی از افغانستان، پاکستان و جنوب‌شرقی ایران می‌شود. نام زرنکه در کتیبه‌های داریوش بزرگ از جمله سنگ‌نوشته بیستون و نقش رستم یاد شده است. 
گفته می‌شود که زَرَنکه (سیستان) را گرشاسب بنا کرده‌ است.
نام زَرَنکه به معنای «سرزمین دریا» است که آن را زره نیز می‌نامیدند.
پس از مهاجرت سکاها به دره سند و تشکیل پادشاهی سکایی در هند، گروهی از آن‌ها در زمان فرهاد دوم و اردوان دوم اشکانی در زَرَنکه مستقر شدند. از این زمان به بعد،  زَرَنکه تغییر نام داده و سکاستان (سرزمین سکاها) خوانده شد.
این سرزمین از نواحی بسیار حاصل‌خیز و جنوبی ایران به شمار می‌رفت. پس از حمله اعراب به ایران، سکاستان یا سیستان، تبدیل به دومین خراج‌گزار بزرگ ایران شد.

## نام و موقعیت جغرافیایی
زرنکه (Zranka) یکی از ساتراپی‌های مهم امپراتوری هخامنشی بود که در جنوب شرقی ایران باستان قرار داشت، ناحیه‌ای که امروزه به نام سیستان و بلوچستان شناخته می‌شود.

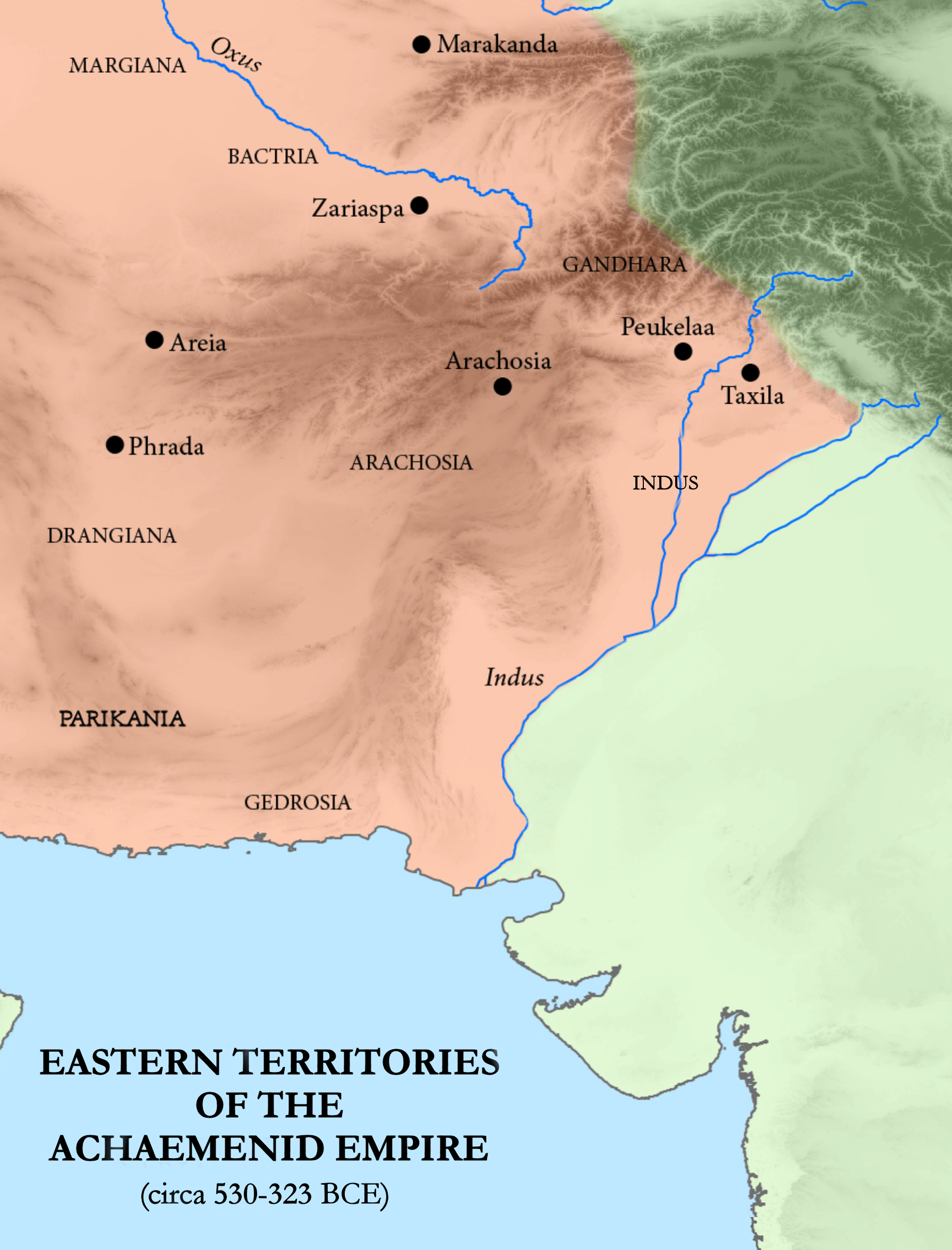
ساتراپی‌های شرقی شاهنشاهی هخامنشی که شامل زرنکه (در نقشه با نام Drangiana) نیز می‌شود.

این منطقه در متون باستانی با نام‌هایی مانند زرنگ، درنگیانه (Drangiana) و درنگه نیز شناخته می‌شد.

## پایتخت و مرکز اداری
مرکز این ساتراپی شهر «فرادا» (Phrada) بود که امروزه با محوطه باستانی «دهانه غلامان» در نزدیکی شهر زابل تطابق دارد.

## ویژگی‌های شهری و معماری
دهانه غلامان، یک شهر بزرگ خشتی در دوران هخامنشی بود که به‌عنوان مرکز اداری، مذهبی و نظامی منطقه شناخته می‌شد.

## اشاره در منابع هخامنشی

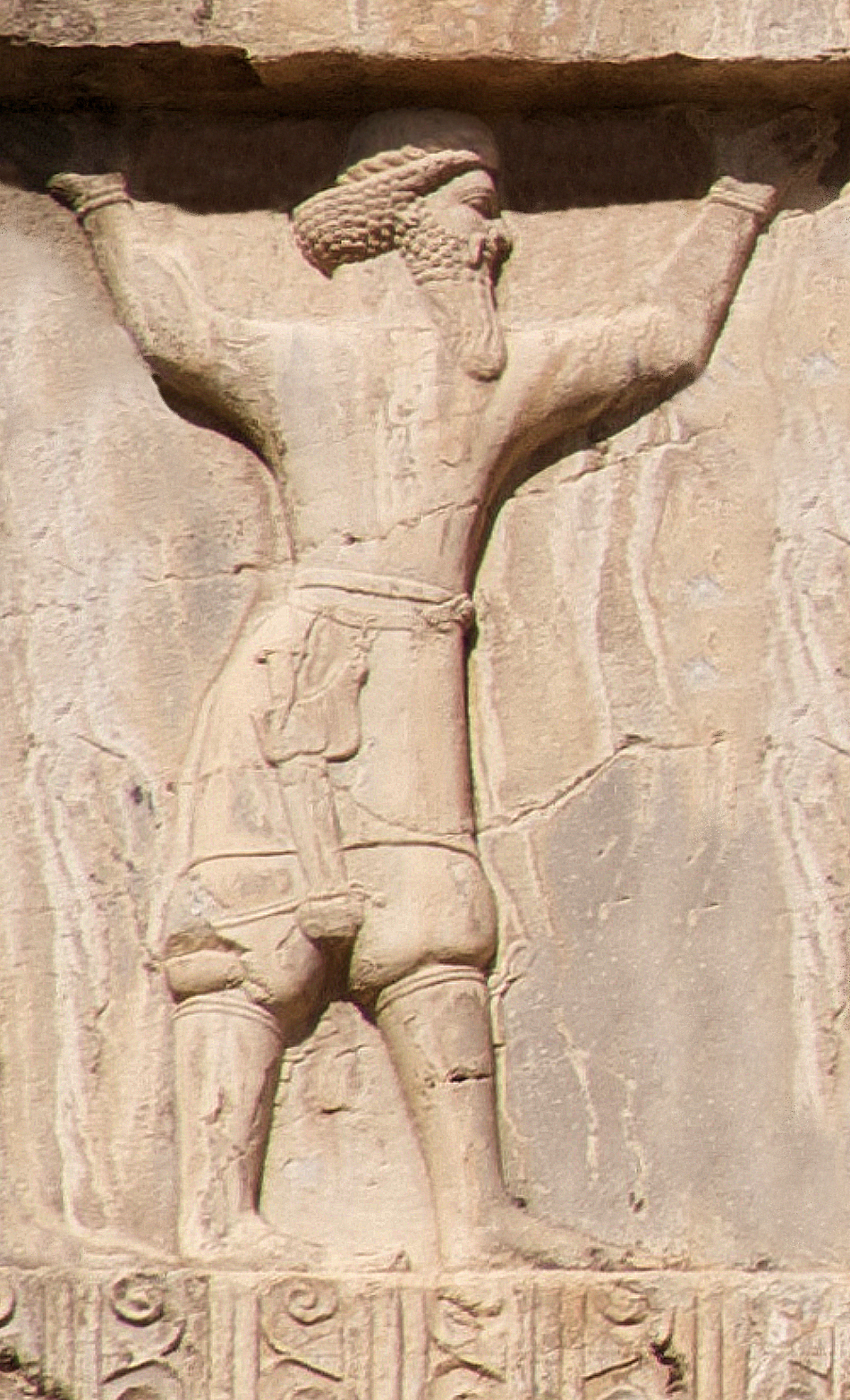
سرباز زرنکه‌ای در آرامگاه خشایارشا

در کتیبه‌های داریوش بزرگ، از زرنکه به‌عنوان بخشی از قلمرو شاهنشاهی هخامنشی یاد شده که نمایندگان آن در مراسم‌ها نیز شرکت می‌کرده‌اند.

## نقش تاریخی در دورانکوروش بزرگ
طبق گزارش‌های تاریخی، زرنگیان در لشکرکشی کوروش به سکاها، به او غله رساندند و به همین دلیل از پرداخت مالیات معاف شدند.

## اهمیت باستان‌شناسی
یافته‌های باستان‌شناسی در دهانه غلامان شامل معابد، خانه‌های سازمان‌یافته و آثار اداری است که نشان‌دهنده نظم و ساختار پیشرفته حکومت هخامنشی در این منطقه است.